# NITOH
NITOH株式会社（ニトウ、英: NITOH Co., Ltd.）は東京都渋谷区に本社を置く不動産会社。
マンションの企画、開発、販売、リノベーションなどを行う。
2006年設立で、代表取締役は元K-1ファイターの宮園泰人。

## 沿革
- 2006年6月 - 会社設立（資本金1,000万円）[2]
- 2008年3月 - ワイズ　シリーズ開発
- 2009年4月 - 資本金　5,000万円に増資
- 2012年6月 - 賃貸管理事業　NITOH管理株式会社　設立
- 2012年9月 - RELIAシリーズ　開発
- 2014年9月 - リノベーション事業　開始
- 2014年9月 - 賃貸仲介事業　開始（神田店オープン）
- 2016年8月 - 資本金　8,000万円に増資
- 2017年2月 - 公益財団法人　日本賃貸住宅管理協会へ入会
- 2017年5月 - 建物管理事業　NITOH建物管理株式会社　設立
- 2017年11月 - 建物管理事業　国土交通省免許登録
- 2020年1月 - 建物管理事業　事業開始
- 2020年2月 - 保険代理専門業者「株式会社FREE STYLE」と業務提携
- 2020年8月 - 資本金　10,000万円に増資
- 2022年12月 - GMO賃貸ＤXオーナーアプリ導入